# Mattenbiesfranjekelkje
Het mattenbiesfranjekelkje (Lachnum juncinum) is een schimmel behorend tot de familie Lachnaceae. Het groeit op stengels van grassen.

## Kenmerken
De asci meten 70-103 × 8-9,5 µm. De ascosporen meten 13-21 × 2,5-3,2 µm. De haren zijn 40-70 µm lang en 1-3 cellig.

## Verspreiding
In Nederland komt het mattenbiesfranjekelkje zeldzaam voor. Het staat niet op de rode lijst en is niet bedreigd.